# Остання ніч (фільм, 1998)
«Остання ніч» (англ. Last Night) — канадський апокаліптично-драматичний фільм 1998 р. режисера Дона Маккеллара. Знятий у Торонто.

## Сюжет
Дія розгортається в місті Торонто. Фільм розповідає про різних людей, які проводять останній вечір на Землі. Кінець світу має настати опівночі, його природа неясна, проте є кілька натяків, зокрема, Сонце, що світить все яскравіше навіть вночі.
Дехто вирішив провести останній вечір на самоті, інші — з коханими людьми, в молитві чи в торжестві, хтось бере участь у заворушеннях, що охопили місто. Дункан, власник енергетичної компанії, обдзвонює своїх клієнтів і запевняє їх, що газ подаватиметься до самого кінця. Його дружина Сандра стикається з Патріком Вілером, вдівцем у стані депресії. Найкращий друг Патріка, Крейг, займається втіленням своїх сексуальних фантазій і пропонує Патріку приєднатися до нього. Сестра Патріка, Дженніфер, разом з родиною влаштовує останню вечерю. Страждаюча психічними розладами літня жінка біжить по місту, оповіщаючи всіх про залишившийся до кінця світу час.
В кінці фільму Патрік і Сандра стоять на даху будівлі і готуються вчинити самогубство, приставивши до голів один одного пістолети, в останні секунди опускають їх і зливаються в поцілунку. У цей момент всі зникають в яскравому сонячному спалахі.

## Ролі
- Дон Маккеллар — Патрік Вілер
- Сандра О — Сандра
- Каллум Кіт Ренні — Крейг Цвіллер
- Сара Поллі — Вілер «Дженні» Дженніфер
- Девід Кроненберг — Дункан
- Женев'єва Буджолд — місіс Карлтон
- Гелена Картер — Місіс Бербанк

## Нагороди
Фільм отримав 12 нагород, серед яких приз молодіжного журі Каннського кінофестивалю 1998 р., премія Міжнародного кінофестивалю в Торонто і три премії Джині. У 2002 р. в результаті голосування читачів журналу «Playback» фільм посів дев'яте місце серед найкращих канадських фільмів усіх часів.

## Критика
На сайті IMD рейтинг фільму становить 7,2/10.